# Beáta Adamcová
Beáta Adamcová (Nové Město na Moravě, 13 gennaio 1993) è un'ex cestista ceca.

## Carriera
Con la Rep. Ceca ha disputato i Campionati europei del 2019.